# François Delattre
François Delattre, né le 15 novembre 1963 à Saint-Marcellin (Isère), est un diplomate français. Il est ambassadeur de France en Allemagne depuis 2022, après avoir été ambassadeur au Canada (2008-2011) puis aux États-Unis (2011-2014), représentant permanent de la France aux Nations unies (2014-2019) puis secrétaire général du ministère de l'Europe et des Affaires étrangères (2019-2022).

## Biographie

### Famille et formation
François Delattre est le petit-neveu de André Boulloche, résistant, survivant des camps de concentration, devenu après la guerre l'un des pionniers de la réconciliation franco-allemande et de l'Europe. Il est le fils de Louis Delattre, industriel, qui a été aux côtés d'Ambroise Roux l'un des dirigeants de l'ancienne Compagnie Générale d’Électricité. 
François Delattre est un ancien élève de l’École nationale d'administration (1989), diplômé de Institut d'études politiques de Paris et diplômé en droit international de l'université Panthéon-Sorbonne. Il a également un diplôme d'allemand de l'Université de Munich. 

### Carrière
Diplomate, François Delattre a commencé sa carrière à l'ambassade de France à Bonn (1989-1991), où il a vécu la chute du mur de Berlin et la réunification. Il y était responsable du suivi de l'intégration, notamment économique de l'Allemagne dans le contexte de la réunification. Il a ensuite piloté la cellule stratégique du Quai d'Orsay au sein de la direction des Affaires stratégiques et du Désarmement du ministère (1991-1993). 
Conseiller technique au cabinet du ministre des affaires étrangères Alain Juppé (1993-1995), il y était chargé avec Bruno Racine des questions de défense et de sécurité transatlantique ainsi que du suivi de la crise en Bosnie. Ce sont ces mêmes dossiers dont il a été en charge à l'Elysée dans l'équipe diplomatique du Président Jacques Chirac (1995-1998), aux côtés de Jean-David Levitte, ce qui l'a conduit à vivre au plus près la gestion de la crise bosniaque, du tournant opéré par le Président Chirac (reprise du pont de Vrbanja, mise en place de la force de réaction rapide européenne) jusqu'à la signature des Accords de Dayton-Paris en décembre 1995.  
François Delattre a ensuite dirigé le service de presse et de communication de l'ambassade de France à Washington (1998-2002), ce qui l'a mené à développer un large réseau de contacts au sein des journalistes américains et à multiplier les interventions dans les médias américains pour faire valoir les positions françaises et européennes.  
Il a ensuite servi comme directeur-adjoint du cabinet du ministre des Affaires étrangères Dominique de Villepin (2002-2004), aux côtés de Pierre Vimont, où il a vécu aux premières loges la guerre d'Irak et le lancement des négociations sur le nucléaire iranien.  
Comme consul général de France à New York (2004-2008), il a mis un accent particulier sur la valorisation des actions des Français de New York et le renforcement des contacts avec les milieux d'affaires américains ainsi que la communauté juive. Il s'est lié d'amitié avec l'ancien ambassadeur des États-Unis en France, Felix Rohatyn, qui lui a ouvert de nombreuses portes.  
En tant qu'ambassadeur de France au Canada (2008-2011), il a travaillé au renforcement de la présence française dans l'ensemble du pays, notamment dans l'ouest canadien où la France était traditionnellement moins présente, tout en veillant au maintien d'une relation particulière avec le Québec. Il a développé de bons contacts avec Mark Carney, alors Gouverneur de la Banque du Canada, devenu le Premier ministre de son pays.  
Comme ambassadeur de France à Washington D.C. durant près de quatre ans (2011-2014), il a travaillé avec l'administration Obama à donner un nouvel élan au partenariat franco-américain, avec un accent particulier sur l'économie, l'innovation et les partenariats universitaires. La visite d’État aux Etats-Unis du Président François Hollande en février 2014, durant laquelle il s'est rendu notamment dans la Silicon Valley, a été une expression de cette nouvelle impulsion. François Delattre a été par ailleurs un témoin direct des réticences du Président Obama, qui s'en est ouvert à lui, à s'engager dans le conflit en Syrie. 
Après Washington, il est nommé ambassadeur et représentant permanent de la République française au Conseil de sécurité des Nations unies (2014-2019), qu'il présidera à plusieurs reprises. Il a renforcé à ce poste la coordination franco-allemande et européenne aux Nations-unies, et établi de bonnes relations de travail avec les deux ambassadrices américaines successives, Samantha Power puis Nikki Haley. 
Proche des membres du Congrès américain, qu'ils soient républicains ou démocrates et de l'ex-secrétaire d'État John Kerry avec qui il avait négocié directement une résolution contre Daesh à la suite des attentats de Paris, François Delattre est le premier à avoir évoqué en off à des journalistes l'hypothèse d’une victoire de Donald Trump.
En 2018, après l'attaque chimique de Douma en Syrie, il affirme que les symptômes sont « typiques d’une exposition à un agent neurotoxique puissant, combiné au chlore pour en augmenter l’effet létal », que « seules les forces armées syriennes ont un intérêt militaire à leur utilisation » et que « ces attaques sont donc intervenues soit avec l’accord tacite ou explicite de la Russie, soit malgré elle et en dépit de sa présence militaire », se faisant le représentant d'une réponse forte.
Lors du vote à l'ONU en 2019 d'un texte relatif aux violences sexuelles que subissent les femmes, il a critiqué la position des États-Unis. L'administration Trump, sous la menace d'un veto, est parvenue à retirer du texte les mentions relatives aux femmes tombant enceinte à la suite d'un viol, afin de ne pas favoriser le recours à l'avortement.
Au moment de quitter New York, il a publié une tribune dans le New York Times le 7 juillet 2019 (The world grows more dangerous by the day"), durant la première administration Trump, sous la forme d'un appel bipartisan pour que l'Amérique reste engagée dans les affaires du monde et les enceintes multilatérales, dans la fidélité à ses idéaux démocratiques. 
Secrétaire général du ministère des Affaires étrangères du 1er juillet 2019 au 29 août 2022, il a contribué à piloter le Quai d'Orsay et son réseau pendant la période du covid, et s'est efforcé de renforcer le rôle du secrétaire général sur les grands dossiers diplomatiques, aux côtés de sa fonction de management et de gestion. Ainsi a-t-il établi des concertations régulières avec ses principaux homologues étrangers, qui se sont avérées particulièrement utiles pour permettre une réponse européenne et euro-américaine concertée après le déclenchement de l'agression militaire russe en Ukraine.
Il devient ensuite ambassadeur en Allemagne (depuis septembre 2022). 

## Distinctions
- Chevalier de la Légion d'honneur en 2010[5].
- Officier de l'ordre national du Mérite en 2016[6] (chevalier en 2005[7]).
- Commandeure de l'ordre du Mérite de la République italienne‎ (2021)[8]
- Chevalier grand-croix de l'ordre de l'Étoile d'Italie (2022)[9]